# De kippen van Gobelijn
De kippen van Gobelijn is het 131ste stripverhaal van Jommeke. De reeks wordt getekend door striptekenaar Jef Nys.

## Verhaal
Gravin Elodie van Stiepelteen en Baron Odilon van Piependale zijn op vakantie in Gallinero (Bolivador) als ze een arme kippenkweker tegenkomen. De gravin denkt dat professor Gobelijn de man kan helpen en stuurt een brief naar Jommeke. Die brengt haar boodschap naar Gobelijn. Enkele dagen later heeft die de pillen uitgevonden waarmee kippen snel veel groter worden. Met de vliegende bol vliegen ze naar Bolivador. Daar geven ze de pillen aan José, de kippenboer. Die geeft er ineens heel veel aan zijn kippen. De volgende dag zijn die dan ook bijna even hoog als hijzelf geworden en de dag daarna zijn ze bijna tweemaal zo hoog als hij. Gobelijn gaat dadelijk aan het werk om hun eetlust af te remmen.
Ondertussen hebben twee van Josés buren de kippen bemerkt en zij willen, als arme boeren, ook graag grotere kippen. Met een list stelen ze 's nachts een hoop pillen. Ze geven een van hun kippen zowel de pillen om groter te worden als de eetlust pillen. Een tijd later is die kip zelfs nog groter dan die van José. Later komt Filiberke op het idee ineens het hele dorp van de grote kippen te voorzien. Het zijn immers allemaal arme kippenboeren. Als dat geslaagd is houden ze een groot dorpsfeest. Opeens komen er tientallen journalisten op hen af en ook een Amerikaanse zakenman heeft interesse. Gobelijn, Jommeke en Filiberke vliegen dan terug naar huis.